# Tholocoleus astrifer
Tholocoleus astrifer là một loài bướm đêm trong họ Noctuidae.